# 레이첼 레이첼
레이첼 레이첼(Rachel, Rachel)은 미국에서 제작된 폴 뉴먼 감독의 1968년 드라마, 멜로/로맨스 영화이다. 버나드 배로우 등이 주연으로 출연하였고 폴 뉴먼 등이 제작에 참여하였다.

## 출연

### 주연
- 버나드 배로우
- 숀 캠벨
- 프란코 코사로

### 조연
- 토드 잉글
- 제럴딘 피처럴드
- 케이트 해링튼
- 테리 키저

## 제작진
- 원작자: 마가렛 로렌스